# Anders-Göranstjärnen
Anders-Göranstjärnen är en sjö i Ånge kommun i Medelpad och ingår i Delångersåns huvudavrinningsområde.